# Placenticeras
Placenticeras is een geslacht van uitgestorven mollusken, behorende tot de ammonieten, dat leefde tijdens het Laat-Krijt, (80-65 miljoen jaar geleden). De overblijfselen zijn te vinden in een groot deel van de wereld, met name in de Verenigde Staten.

## Beschrijving
Deze ammoniet had een lensvormige, sterk evolute schelp zonder woonkamer. De buikzijde van deze gestroomlijnde schelp was zeer smal. De zijkanten waren glad en vlak. De diameter van de schelp bedroeg ongeveer twintig centimeter. Dit dier bereikte een van de hoogste graden van specialisatie onder de ammonieten: de schaal was in feite extreem zijdelings gecomprimeerd en kreeg een zeer ontwikkelde laatste bocht in hoogte, die de anderen gedeeltelijk bedekte. De afmetingen, zoals die van andere Krijtammonieten, waren opmerkelijk en konden een diameter van vijftig centimeter bereiken. De schaal, gezien vanaf de voorkant, had een zeer smalle buik en was zo afgeplat dat het de vorm van een spil aannam. Het was waarschijnlijk bedekt met een externe parelmoerachtige laag. De zijkanten waren extreem glad en de ribben waren zo zwak dat ze bijna onzichtbaar waren. Een van de bekendste soorten is Placenticeras meekei.

## Leefwijze
Dit geslacht bewoonde diepe zeeën en was waarschijnlijk een pijlsnelle zwemmer, hetgeen te danken was aan de gestroomlijnde vorm van de schelp. Sommige experimenten uitgevoerd op gereconstrueerde placenticeraatmodellen hebben aangetoond dat dit dier waarschijnlijk de snelste zwemmer onder de ammonieten was. De grote omvang en de uitzonderlijk hydrodynamische vorm maakte het bijzonder behendig: toen het water uit de sifon verdreef, moest het placenticaat een bijzonder moeilijke prooi worden om te vangen, maar ook een angstaanjagende jager voor kleinere dieren.

## Fossielen
Sommige exemplaren van placenticeraten die in het westelijke binnenkanaal van de Verenigde Staten zijn gevonden, hebben de tekens van grote gaten in de schaal. Deze gaten hebben een karakteristieke rangschikking, vorm en grootte die kan worden herleid tot de tanden van grote zeehagedissen, bekend als mosasauriërs, zeer overvloedig in het Boven Krijt en waarschijnlijk roofdieren van grote ammonieten. Eén exemplaar lijkt herhaaldelijk (zelfs veertien keer) door een van deze dieren te zijn gebeten. Het reptiel had kennelijk verschillende keren geprobeerd zich te voeden met ammoniet voordat het opgaf. Misschien was het weekdier te groot. Recente studies lijken echter de hypothese te weerleggen dat de gaten in de schaal door een mosasauriër zijn gemaakt.